# Eugeniusz Bonifacy Kucharski

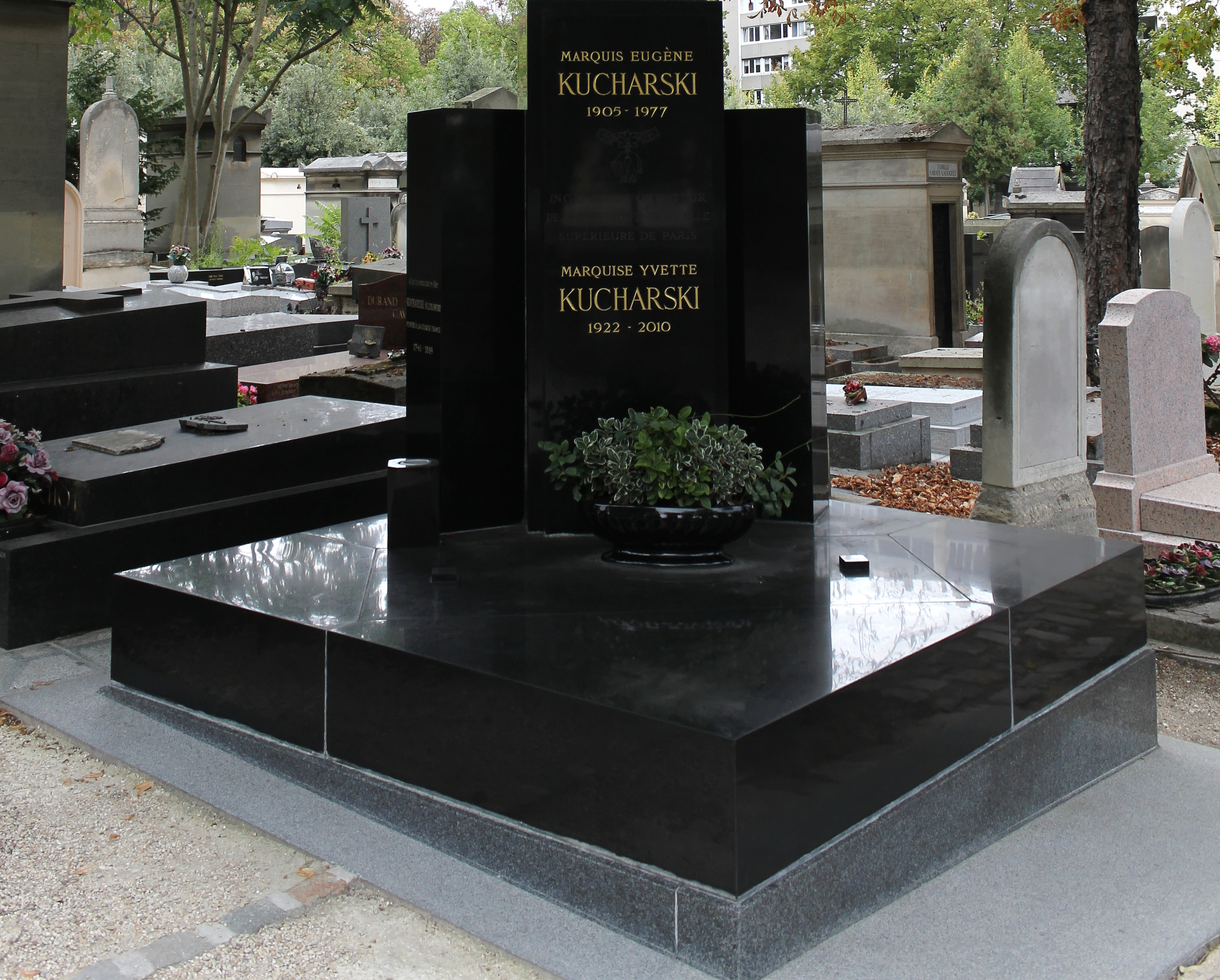
Grobowiec Eugeniusza Bonifacego Kucharskiego na Cmentarzu Père-Lachaise w Paryżu

Eugeniusz Bonifacy Kucharski (ur. 1906 w Grabowcu, zm. 25 października 1977 w Royan-Pontaillac) – francuski markiz, marszand, mecenas sztuki.

## Życiorys
Syn Wincentego Kucharskiego, organisty kościelnego. Około 1927 ukończył gimnazjum i wyjechał do Liège w Belgii, gdzie rozpoczął studia inżynierskie. Od 1932 był wykładowcą w Wyższej Szkole Samochodowej w Brukseli, w 1934 założył korespondencyjną szkołę teoretycznej nauki jazdy. Po roku miał cztery tysiące słuchaczy i punkty konsultacyjne we wszystkich większych miastach Belgii. W 1936 przeprowadził się do Paryża, gdzie założył korespondencyjną Wyższą Zawodową Szkołę Radiotechniki. Szkoła kształciła radiotechników, majstrów, podinżynierów i inżynierów mieszkających we Francji i krajach frankońskich. W 1939 szkoła posiadała 14 tysięcy słuchaczy, mimo że nie posiadała nawet jednej sali wykładowej. Sukces szkoły polegał na prostym schemacie, słuchacze co miesiąc dostawali pakiet zawierający kolejne skrypty, narzędzia i części umożliwiające samodzielne zbudowanie lampowego aparatu radiowego, adapter i telewizor. Po ukończeniu kursu sprzęt przechodził na własność słuchacza. Eugeniusz Bonifacy Kucharski zatrudniał maszynistki, szkoła posiadała własną drukarnię, gdzie drukowano skrypty. W czasie II wojny światowej szkoła zawiesiła działalność, wznowiła ją w 1945 pod nazwą „L’Ecole Professionelle Superieure”. Słuchacze zdawali egzamin przed komisją państwową otrzymywali dyplomy inżynierskie, w latach 60. Eugeniusz Bonifacy Kucharski ogłosił, że jego szkołę ukończyło ponad 40 tysięcy słuchaczy. W życiu prywatnym bogacąc się, inwestował w nieruchomości, dzieła sztuki, meble i polonica. Mieszkał w pałacu, a w 1960 kupił sobie tytuł markiza. Został mecenasem sztuki, kupił zamek w Royan-Pontaillac. W 1957 pierwszy raz po II wojnie światowej odwiedził Przedbórz, gdzie urodził się jego ojciec, rok później ofiarował miejscowej parafii cenny XVII-wieczny obraz Francesco Albaniego „S-te Marie-Madeleine” oraz ornat kimonowy. Do kolekcji markiza należały m.in. kompletną zbroję króla polskiego Henryka Walezego, salon księcia Murata, unikatowe monety z kolekcji króla Faruka oraz złoty łańcuch Orderu Złotego Runa. Wspierał polskich szermierzy, których zaopatrywał w cenny sprzęt. Za zasługi dla kultury polskiej polska Rada Państwa w 1975 odznaczyła go Krzyżem Oficerskim Orderu Polonia Restituta.

## Darowizny
- kościołowi św. Zygmunta w Siennie:
  - złota monstrancja,
  - naczynia liturgiczne,
  - dzwon z XVI w.
- kościołowi św. Aleksego w Przedborzu:
- obraz Franisco Albaniego;
- ornat kimonowy;
- Zamkowi Królewskiego w Warszawie w latach 1971 i 1976:
  - portret niedoszłego Ludwika XVII, syna Ludwika XV i Marii Antoniny, córki króla polskiego Stanisława Leszczyńskiego, namalowany przez Aleksandra Kucharskiego, nadwornego malarza króla Francji Ludwika XVI,
  - portret siostry króla Madame Royale,
  - portret Marii Leszczyńskiej, autorstwa znanego malarza XVIII w., Natiera,
  - portret Augusta Kucharskiego szwoleżera w gwardii Napoleona,
  - lanca szwoleżerska taka sama, jak na ww. portrecie,
  - portret Małgorzaty orleańskiej, księżnej Czartoryskiej, pędzla Leopolda Horowitza,
  - pianino Pleyela z 1812 r. bogato zdobione złoconymi brązami,
  - popiersie Napoleona z marmuru karraryjskiego, autor: Antonio Canova z postumentem mahoniowym szer. 120 cm, bogato zdobionym brązami,
  - rzeźba „Eros i Psyche”, wym. 60×75 cm, marmur z Carrary, waga ok. 100 kg, autor: Antonio Canova,
  - biurko króla Stanisława Leszczyńskiego, waga 600 kg.